# Kastell Lișteava
Das Kastell Lișteava ist ein lediglich vermutetes römisches Kastell auf dem Gebiet der Gemeinde Ostroveni im rumänischen Kreis Dolj.
Laut den rumänischen Hypothesen soll es sich außerhalb des Dorfes in einer Ogrinul genannten Flur befinden. Es soll sich um ein Auxiliarkastell handeln, dessen Aufgabe in der Überwachung des Flusses Jiu bestanden haben soll, der an dieser Stelle noch rund 10 km von seiner Mündung in die Donau entfernt ist. Es wäre damit das südlichste und erste Kastell dieses mit XI bezeichneten Limesabschnittes. In antiker Zeit wäre es möglicherweise Bestandteil des Dakischen Limes gewesen und hätte administrativ zur Provinz Dacia inferior, später zur Dacia Malvensis gehört. Archäologische Befunde liegen jedoch keine vor, auch ist das in Frage kommende Gelände bis heute nicht ernsthaft wissenschaftlich untersucht worden.